# Tschahār Bāgh

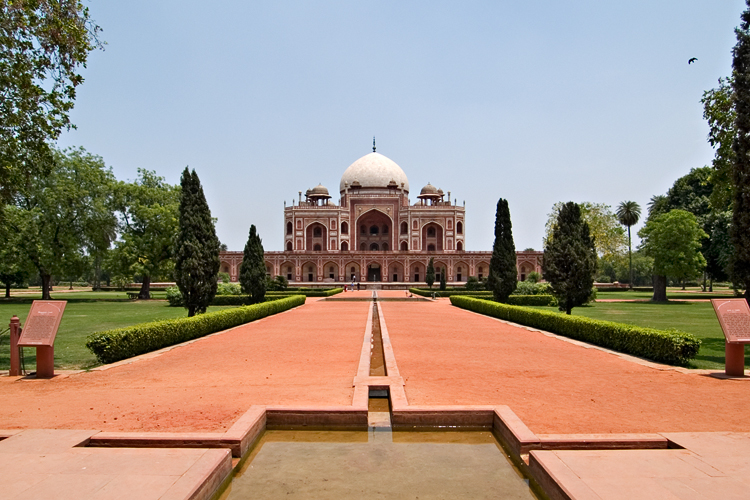
Das Humayun-Mausoleum in Delhi, Indien, vom Zentralbecken des Tschahār Bāgh aus gesehen

Tschahār Bāgh (persisch چهار باغ, DMG čahār-bāġ, auch چار باغ Tschārbāgh, DMG čār-bāġ, ‚die vier Gärten‘; Hindi चारबाग cārbāg, deutsch ‚viergeteilter Garten‘) ist ein Garten-Typ, der sich vor allem im Iran, in Afghanistan und in Nordindien findet.

## Definition
Der Tschahār Bāgh ist ein rechteckiger, viergeteilter Garten, der zwei sich kreuzende Achsen aufweist. Der Begriff wird jedoch teilweise weiter gefasst. So bezeichnete Babur auch mit Kanälen versehene Terrassen- und Ufergärten als Tschahār Bāgh, und sogar den Bagh-i Nilufar in Dholpur, der nicht symmetrisch angelegt ist.
Auch die durch eine Längsachse gegliederten Palastgärten der iranischen Safawiden wurden als Tschahār Bāgh bezeichnet (z. B. in Isfahan), obwohl Brignoli bezweifelt, dass es im Iran überhaupt (klassische) Tschahār Bāghs gab.
Ein „typischer“ Tschahār Bāgh, etwa der Grabgarten von Humayun, zeichnet sich durch vier rechtwinklige Kanäle aus, die von einem einfachen Wasserbecken (hauz) oder einem erhöhten Becken im Zentrum ausgehen. Eine Plattform aus Stein oder Ziegeln (tschabutra/chabutra) konnte als Ruheplatz dienen oder einen Thron tragen. Wenn auf der Plattform ein Pavillon (türk. köşk oder pers. kūšk) stand, wurde sie kursi genannt. Am Rand der Kanäle wurden Bäume wie Granatäpfel, Zypressen, orientalische Platanen, Maulbeerbäume und Blumen gepflanzt.
In der terrassierten Variante, wie in den Shalimar-Gärten in Kaschmir und Lahore, verläuft ein Kanal in der Mitte eines terrassierten rechteckigen Geländes, auf den einzelnen Terrassen können sich axial kreuzende Kanäle und zentrale Wasserbecken befinden. Die Ansicht wird aber durch den bergab fließenden Kanal dominiert.
In der Ufer-Variante, vertreten etwa durch den Grabgarten des Taj Mahal liegt eine erhöhte Terrasse am Flussufer, von der ein zentraler Kanal ausgeht, der seinerseits wieder durch Seitenkanäle gekreuzt werden kann. Der Fluss vertritt hier einen Kanal des Tschahār Bāgh, und der Garten stellt nur zwei der vier Viertel des vollständigen Tschahār Bāgh dar (oder diese liegen auf der anderen Seite des Flusses (Mahtab Bagh)). In Agra gab es mehrere dieser Ufer-Gärten, die vor allem von Frauen genutzt wurden.
Der klassische Tschahār Bāgh findet sich vor allem im Mogul-Indien, wo der Ausdruck nach der Zeit Baburs allerdings nur noch selten verwendet wird. In Persien werden dagegen auch Anlagen als Tschahār Bāgh bezeichnet, die eher zwei- als viergeteilt sind, wie zum Beispiel der Bagh-e Farahābād des letzten Safawidenherrschers Hussein (reg. 1694–1722). Im Folgenden wird vor allem der klassische Tschahār Bāgh behandelt.

## Geschichte
Es wurde versucht, den Tschahār Bāgh bis in die Zeit der Achämeniden zurückzuverfolgen. Bei Ausgrabungen im Palastareal von Pasargade wurden Reste von mit Steinblöcken eingefassten Wasserrinnen gefunden, aus denen David Stronach einen rechteckigen Garten rekonstruiert.
Musgrave sieht auch in dem Fresko im mittelbronzezeitlichen Palast des amoritischen Königs Zimri-Lim in Mari, auf dem aus den Krügen, die zwei Göttinnen halten, Blumen und jeweils vier Ströme voller Fische entspringen, eine Vorform des Tschahār Bāgh. Außer den vier (bzw. acht) Strömen sind jedoch keine weiteren Merkmale eines solchen zu erkennen.
Ferner werden manchmal Tschahār Bāgh und pairidaēza gleichgesetzt. Dies stützt sich allein auf die Beschreibung, die Xenophon von dem Garten des Satrapen Kyros in Sardes gibt (Oikonomikos 4.20f.). Danach standen die Bäume gerade in Reihen, waren rechtwinklig angeordnet und verströmten einen angenehmen Duft. Dies dürfte kaum ausreichen, den Gartenplan zu rekonstruieren, war jedoch die Grundlage weitreichender Spekulationen des Barock-Mediziners Thomas Browne, die besonders im englischen Sprachraum einflussreich waren, ohne dass ihre Grundlagen überprüft wurden. Diese Ableitung wird jedoch heute weitgehend abgelehnt.
Als einer der frühesten viergeteilten islamischen Anlagen gilt der Balkowara-Palast, der zwischen 849 und 859 in Samarra erbaut wurde.
Dickie sieht den Tschahār Bāgh als timuridische Schöpfung, die in Indien und in Persien weiterentwickelt wurde. Tschahār Bāgh wurden im Mogulreich erbaut, etwa der Bagh-e Wafa bei Dschalalabad, den Babur errichten ließ. Auch vor dem Grab Baburs, dem Bagh-e Babur in Kabul liegt ein Tschahār Bāgh. Viele königliche Gräber der Mogulzeit befinden sich im Zentrum eines Tschahār Bāgh, nehmen also die Stelle des zentralen Bassins ein.
Auch Sikhs erbauten in Indien Gärten nach dem Muster des Tschahār Bāgh, diese hatten jedoch keine religiöse Bedeutung. Ein Beispiel ist der Hazuri Bagh in Lahore, der durch Ranjit Singh zwischen dem Lahore Fort und der Badshahi-Moschee, von ihm zu einem Munitionsdepot umgewandelt, erbaut wurde.

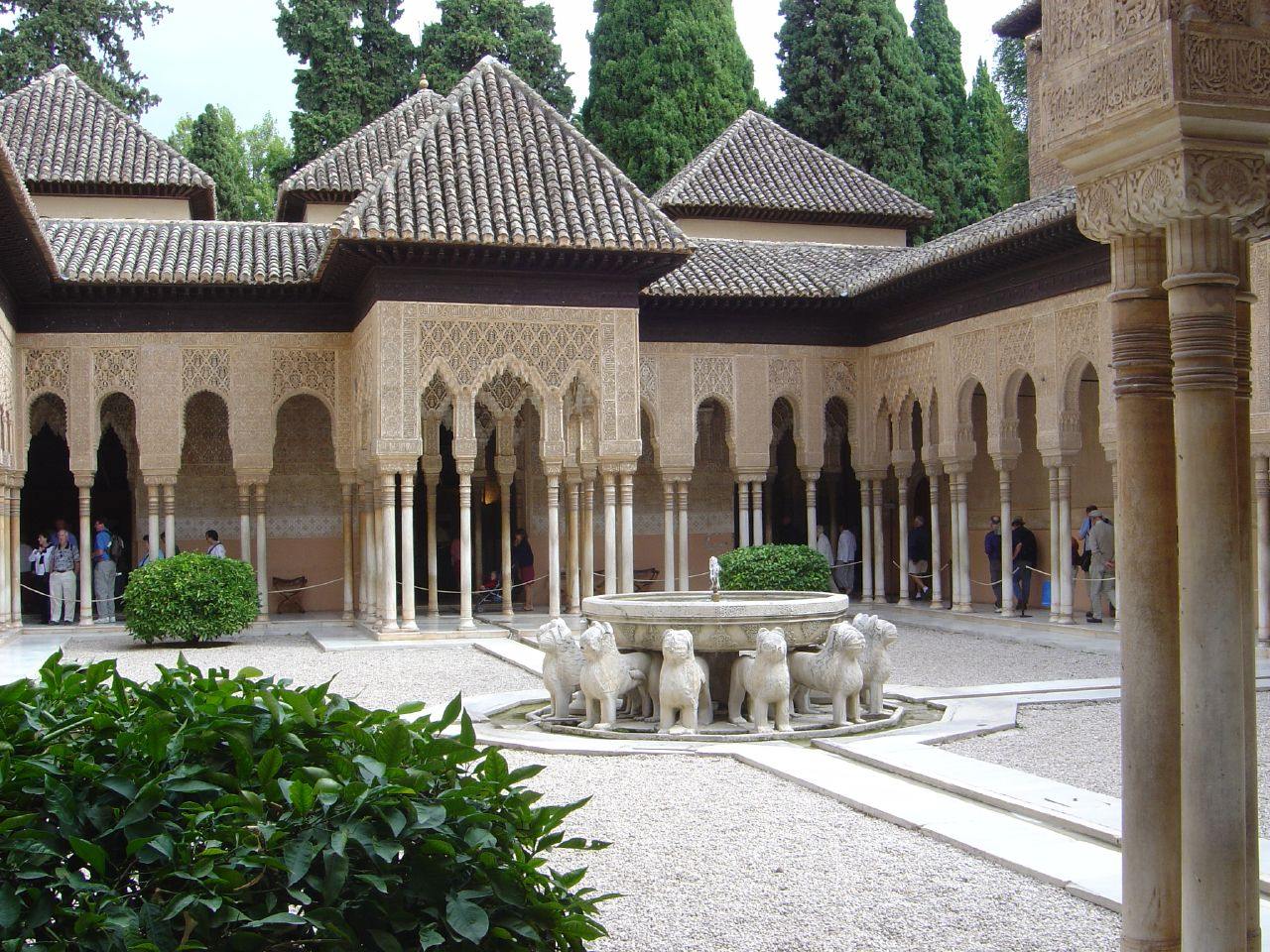
Löwenhof der Alhambra

Der Bau von Gärten galt als eine zentrale Aufgabe persischer Herrscher und wird so in den Quellen hervorgehoben. Laut Engelbert Kaempfer plante Schah Abbas I. (1587–1629) den Tschahār Bāgh-e Abbāsi in Isfahan persönlich und stellte sich so in die Nachfolge des achaimenidischen Herrschers Kyros, der in der Tradition altorientalischer Herrscher den Titel „Herrscher der vier Weltgegenden“ führte.
Der Löwenhof der Alhambra in Spanien folgt ebenfalls dem Muster des Tschahār Bāgh, hier ist das Zentralbecken als abgehobene Schale konzipiert, die von Löwen getragen wird. Das Verhältnis zwischen Tschahār Bāgh und maghrebinischem Agdal-Garten ist jedoch noch wenig untersucht.
Viele Klostergärten sind ebenfalls nach dem Muster des Tschahār Bāgh erbaut, hier wurde jedoch die biblische Beschreibung des Garten Edens und der vier Flüsse, die hier entspringen (Paradiesgarten), aufgenommen. Die Idee gelangte wohl durch die Kreuzzüge aus dem Orient nach Europa.
In der klassischen Moderne wurde das Motiv des Tschahār Bāgh unter anderem von Luis Barragán wieder aufgenommen, der von den maurischen Gärten Spaniens beeinflusst war.

## Quellen

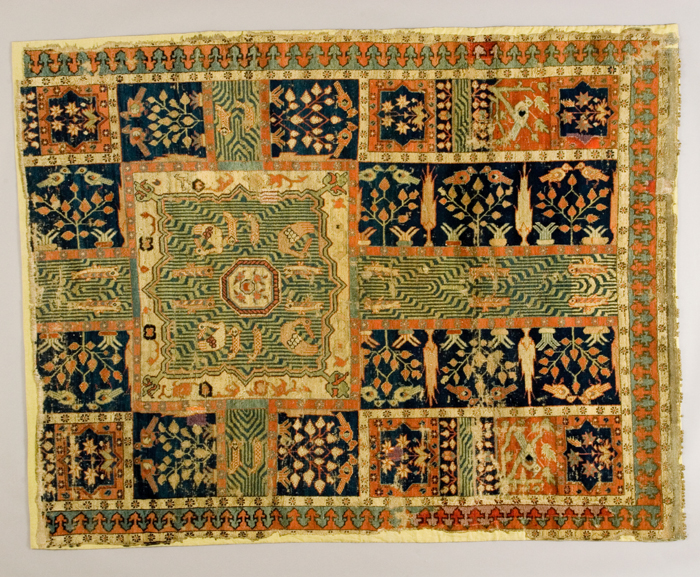
Tschahār Bāgh auf einem Teppich des 17. Jahrhunderts aus Isfahan

## Deutung
Vielfach wird behauptet, dass islamische Gärten nach dem Muster des Tschahār bāgh sich auf die Beschreibung des Paradieses im Koran stützten.
Das Wort Dschanna kann sowohl Garten als auch Paradies bezeichnen (vgl. den Begriffswandel des persischen paradeisos). Es kommt 147 mal im Koran vor. Weiters werden die Begriffe ‘adn, firdaws und rawḍah (pers. rouże) verwendet. Der Begriff ‘adn entspricht dem biblischen Eden.
Der Aufenthaltsort der Rechtgläubigen nach ihrem Tode ist ein Garten, „durcheilt von Bächen“ (Sure 2, 25), in denen zahlreiche Früchte wachsen. An Pflanzen werden Palmen, Rebstöcke (2, 266; 17, 91; 36, 34) und Granatäpfel (55, 68) erwähnt. Sure 47 erwähnt das „Gleichnis des Gartens, der den Gottesfürchtigen versprochen ist“ (47, 15). Er enthält „Bäche mit Wasser, das nicht schal wird, und Bäche mit Milch, deren Geschmack sich nicht ändert, und Bäche mit Wein, der köstlich ist für diejenigen, die trinken, und Bäche mit geklärtem Honig.“ Ferner erhalten die Gottesfürchtigen „von allen Früchten und Vergebung von ihrem Herrn.“ Nach Sure 55 gelangen die Rechtgläubigen in einen Garten mit zwei Quellen, der von jeder Art Frucht zwei Exemplare enthält (55, 52).
Islamische Theologen interpretieren diese Beschreibungen oft als Metaphern.
Gott hat auch die irdischen Gärten erschaffen, mit Früchten, Dattelpalmen (13, 4), Korn, „duftenden Pflanzen“ (55, 11–12), Ölbäumen, Weinstöcken und Granatäpfeln (6, 99), Gärten „mit Spalieren und ohne Spaliere“ (6, 141).
Nach der Gartenhistorikerin Penelope Hobhouse stellen die Kanäle des Tschahār bāgh die vier Paradiesflüsse dar, der Garten selbst das irdische Paradies. Dem widerspricht jedoch, dass die vier Paradiesflüsse aus dem Alten Testament, nicht jedoch aus dem Koran bekannt sind. Hier ist der Garten Eden nicht ohne weiteres mit dem Aufenthaltsort der Rechtgläubigen nach deren Tode gleichzusetzen. Dieser enthielt zudem, wie oben bereits ausgeführt, lediglich Bäche verschiedener Art.
Für Wescoat sind die Mogul-Gärten eher mit Traditionen eines vorislamischen Gottkönigtums als mit der Botschaft des Koran zu verbinden. Koran-Zitate im Tadsch Mahal nehmen meist auf Wasser im Allgemeinen Bezug, so die Geschichte der Königin von Saba. Besonders die Suren 36 (Yā-Sīn) und 48 (Al-Fāth) werden genutzt.

## Beispiele

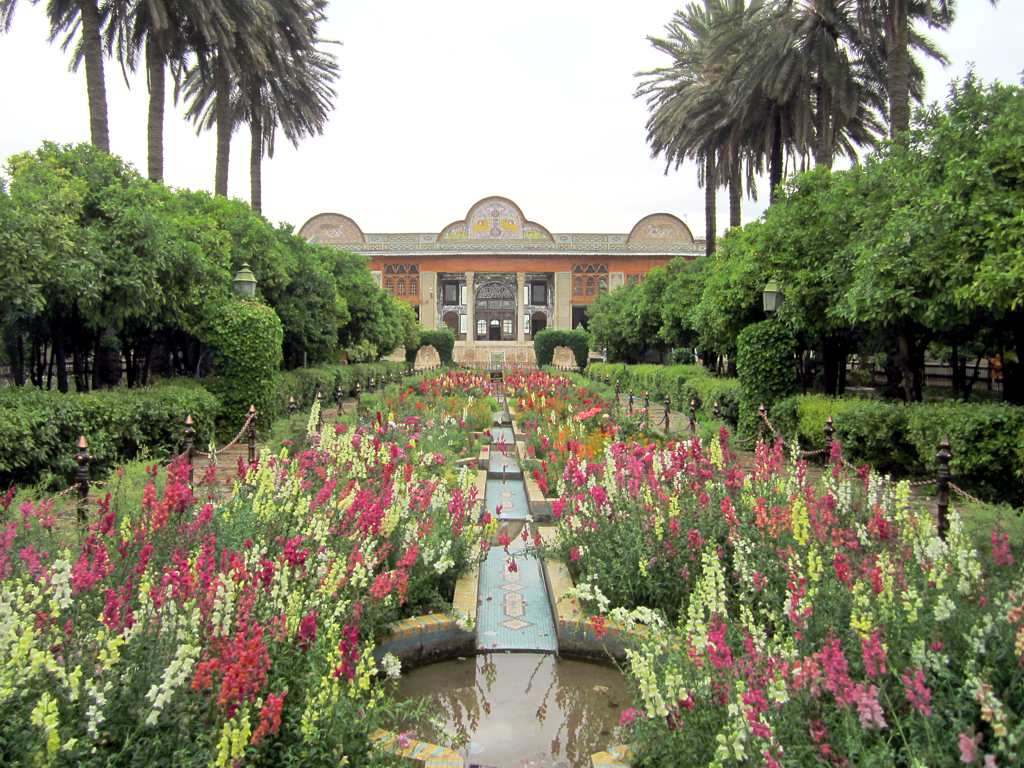
Naranjastan Garten (Qavam-Hof) in Shiraz, 19. Jahrhundert

(Hier sind nur Tschahār Bāgh mit „klassischem“ Grundriss aufgeführt)
- Bagh-e Babur, Garten des Babur in Kabul (Afghanistan)
- Garten der vier Ströme in Berlin-Marzahn (Deutschland)
- Garten des Humayun-Mausoleums in Delhi (Indien)
- Garten des Vizekönigs von Indien in Delhi, entworfen von William Robertson Mustoe, Horticultural Department[19]
- Itimad-ud-Daula-Mausoleum
- Tschahār Bāgh in Isfahan (Iran)
- La Mortella, Ischia (Italien)
- Hamilton Gardens, Waikato-Region, North Island (Neuseeland)
- Lawrence Gardens (Jinnah Bagh) in Lahore, Pakistan[19]
- Löwenhof der Alhambra, Granada (Spanien)